# Svein Arne Hansen
Svein Arne Hansen (Bygdøy, 6 de mayo de 1946-Oslo, 20 de junio de 2020) fue un dirigente deportivo noruego, presidente de la Asociación Europea de Atletismo entre 2015 y 2020.

## Biografía
Hansen fue el quinto presidente de la Asociación Europea de Atletismo, elegido por primera vez en 2015 y reelegido en 2019. Fue presidente de la Asociación Noruega de Atletismo entre 2003 y 2015. Durante 24 años, se desempeñó como director de los Bislett Games, la reunión de la Liga de Diamante que se celebra en Oslo.
El 15 de marzo de 2020 sufrió un infarto cerebral, a consecuencia del cual falleció en Oslo el 20 de junio, a los 74 años.